# Bulbine cepacea
Bulbine cepacea là một loài thực vật có hoa trong họ Thích diệp thụ. Loài này được (Burm.f.) Wijnands miêu tả khoa học đầu tiên năm 1991.